# Sergejs Naumovs
Sergejs Naumovs (né le 4 avril 1969 à Riga en République socialiste soviétique de Lettonie) est un joueur professionnel de hockey sur glace letton devenu entraîneur.

## Carrière de joueur
En 1990, il joue ses premiers matchs en senior avec le Dinamo Riga dans le championnat d'URSS. De 1994 à 2001, il part en Amérique du Nord et évolue dans diverses ligues mineures. Après deux saisons en Elitserien, il revient en Russie. Il remporte une Coupe d'Italie avec le HC Bolzano en 2007. En 2008, il revient au Dinamo Riga qui intègre la Ligue continentale de hockey.

## Carrière internationale
Il représente la Lettonie au niveau international. Il a participé aux jeux Olympiques d'hiver de 2002 et 2006 ainsi qu'à une douzaine d'éditions des Championnats du monde.